# Български пощи
Болгарська пошта (болг. Български пощи) — національний оператор поштового зв'язку Болгарії зі штаб-квартирою в Софії. Є акціонерною компанією та підпорядкована уряду Болгарії. Член Всесвітнього поштового союзу.